# Johannes Messner
Johannes Messner (Schwaz, Tirol, 16 de febrero de 1891 - †Viena, 12 de febrero de 1984) fue un jurista, sociólogo, teólogo y político austriaco.

## Biografía
Johannes Messner nació el 16 de febrero de 1891 en Schwaz en el Tirol (Austria), primero de los tres hijos que llegaron a tener un padre minero y una madre trabajadora en una factoría de cigarrillos. Tras la escuela primaria pasó al seminario de Brixen y a la Facultad de Teología de Bressanone (1910 - 1914), donde fue discípulo del profesor de teología moral Sigmund Waitz, más tarde obispo de Feldkirch y luego arzobispo de Salzburgo. Tras ordenarse y servir de párroco seis años en tierra tirolesa, Messner fue recomendado en 1920 por el prelado y político Aemilian Schöpfer, presidente de la editorial Tyrolia, para estudiar en Munich cuatro años de economía política (1919-1924) y sociología. Y ya en 1918, con permiso de su obispo, había comenzado estudios de derecho en Innsbruck hasta 1922. El 10 de julio de 1922 se doctoró en ambos derechos y el 20 de mayo 1924 en economía política. En su tesis Wilhelm Hohoffs Marxismus - Studien zur Erkenntnislehre nationalökonomischen der Teoría analizó críticamente la idea de un socialismo cristiano. Estudió además las teorías de Adolf Weber, Otto von Zwiedineck-Südenhorst, Jakob Strieder y Max Scheler. Escribió además una pieza teatral de tema bíblico con música de su hermano el compositor José Messner.
Debido a su amplia formación en ciencias sociales, monseñor Waitz le pidió que le ayudara a trabajar con él un primer borrador de una carta pastoral en la solución de los problemas sociales urgentes partiendo de los principios fundamentales de la solidaridad cristiana, y junto con el jesuita alemán Gustav Gundlach y Oswald von Nell-Breuning se constituyó en el principal representante del realismo social en Austria.
De 1925 a 1933 fue jefe de redacción o coeditor del semanario cultural, político y económico Das Neue Reich ( "El Nuevo Reino"). Esta publicación ofrecía a Messner una plataforma ideal para presentar sus ideas y conseguir contactos con figuras importantes de la economía y la política. Después, en 1927, fue profesor en la Facultad de Teología de la Universidad de Salzburgo. Sus ideas entonces pasaron de fundarse en la idea de la solidaridad a la idea de comunidad, porque expresaba mejor la orientación necesaria para el bien común; la idea de la solidaridad, visto principalmente como un reequilibrio de los intereses (Interessenausgleich) podía expresar un cierto utilitarismo. Por último, la idea de comunidad hacía más hincapié en la dimensión social de la ética en la economía. Messner está convencido de que la tarea principal de la ética social es demostrar una conexión real de todas las partes sociales en la economía (en sus formas individuales) como una tarea ética: como una comunidad natural puede convertirse en una comunidad ética. Con su habilitación se hizo más claro esfuerzo científico Messner para un corporativismo realista, con un concepto actual de corporación que tendría que asumir de forma natural no solo una función de ordenación entre el individuo y el Estado, sobre todo en el ámbito económico, sino que tendría que servir también una nueva ética de la profesión.
Por entonces fue invitado a elaborar trece entradas (entre ellas "Cuestión Social", "Política Social", "Reforma social", "Liberalismo", "Marxismo") en la quinta edición (1931) del famoso Staatslexikon ( "Diccionario político") de la Görres-Gesellschaft.
A finales de 1933, Messner se convirtió en muy popular por su célebre Die soziale Frage ( "La cuestión social"), cuya cuarta eedición data de 1934. Junto al apoyo del principio corporativo (similar al principio de subsidiariedad) Messner se comprometía con el principio de igualdad entre los trabajadores y los empleadores, y también en el terreno político. Disputó con un discípulo de la escuela universalista Othmar Spann, quien quiso subrayar el principio de jerarquía para la adhesión de las empresas en la nueva constitución (tomando el ejemplo de la Iglesia como "la mayor organización corporativa existente") en lugar del principio de igualdad, que era criticado como un principio "no corporativo" desde el punto de vista universal, siempre en vistas a la aprobación de la nueva constitución austriaca de 1934, en la que influyó por medio del canciller Engelbert Dollfuss o Dollfuß antes de que fuera asesinado. En una conferencia internacional en Viena en 1935, Messner se vio obligado a defender el experimento de Austria contra las críticas del extranjero (Austria sería una dictadura corporativa moderada). Messner se encontró ideológicamente integrado en el estado austríaco entonces.
Messner en 1936 publicó su segunda obra importante antes de la Primera Guerra Mundial Berufständische Die Ordnung ( "El orden corporativo"). Para Messner, la sociedad de clases y la lucha de clases significa que las diferencias económicas de interés ya no están sometidos a las fuerzas del orden de las comunidades (justicia social) y la conexión de la comunidad (amor social). Messner publicó Monatsschrift für Kultur und Politik ("Mensual de cultura y política") desde 1936 hasta 1938. Ya en 1935 se convirtió en profesor de ética y ciencias sociales en Viena. Y en 1938 se publicó una nueva edición (la quinta), revisada y ampliada de su Soziale Frage. En julio de 1938 Messner tuvo que refugiarse en Suiza para evitar ser detenido por los nazis y más tarde, durante el mismo año, encontró asilo en Inglaterra.
En el Oratorio de Birmingham -famoso por el cardenal Newman- tuvo tiempo de preparar durante 10 años (desde 1939) su libro más famoso, Das Naturrecht ("La ley natural") publicado por primera vez en inglés y en 1950 en alemán. En Inglaterra Messner conoció de cerca los métodos de investigación empírica. En él extrae un nuevo fundamento de la ley natural para tratar una exposición de las líneas básicas de un sistema económico que trasciende por igual tanto el capitalismo y el socialismo desde el ámbito de la filosofía del derecho. Desde el año 1949 Messner trabaja de nuevo como profesor de ética social en la Universidad de Viena (desde el 6 de julio de 1956 a tiempo completo hasta 1962). Entre 1947 y 1949 pudo aceptar un puesto de profesor en Münster, el único sobre doctrina social cristiana en Alemania en el momento, pero declinó la oferta por varias razones. Hasta 1980 (cuatro años antes de su muerte) había compuesto 27 libros y folletos, así como más de 400 ensayos sobre temas particulares. 
En Widersprüche menschlichen in der Existenz ( "Las contradicciones de la existencia humana") Messner analiza la discordia del hombre moderno y las posibles fuentes de su renovación moral. En 1954, en su Kulturethik ( "Ética de la cultura"), se anuncia la tercera edición de su libro científico Orden corporativo (primera y segunda ediciones: 1936, 1937). En 1955 presentó un compendio de toda la ética, su Ethik y tuvo que trabajar duro para las nuevas ediciones de su Naturrecht (1966: ya la sexta edición con más de 1.300 páginas) y su Soziale Frage (1964: ya la séptima edición con más de 700 páginas). A pesar de que en esos años también publicó otros libros: en 1961 Der Funktionär ("El funcionario o la persona a cargo"), un análisis de la posición clave de "profesión de toma de decisiones" en la sociedad moderna y el sistema político. En 1962 Das Gemeinwohl ( "El bien común") un resumen de su tesis fundamental sobre este complejo tema. También en 1964 publicó un estudio sobre el empresario y en 1975 una colección de ensayos escritos de 1965 a 1974 titulado Ética y Sociedad.
Messner fue honrado con cinco doctorados honoris causa y en 1961 se convirtió en miembro de la Academia de Ciencias de Austria. En 1980 obtuvo el Premio Cardenal Bea Humanum de la Fundación Internacional. Tuvo la gran satisfacción de ver sus obras traducidas a otros idiomas, en especial su prestigioso Naturrecht (= "Derecho Natural"). El significado central en el trabajo de Messner es siempre el concepto de orden. Tras la II Guerra Mundial su influjo político (especialmente bajo los democristianos) fue evidente. El 12 de febrero de 1984 murió en Viena y fue enterrado en Schwaz.
Messner fue un asesor importante del episcopado católico y un líder político cristiano socialista del período de entreguerras en Austria y anduvo metido en las agitadas interpretaciones críticas de la encíclica Quadragesimo Anno del papa Pío XI. Intervino en el experimento político y social del gobierno en Austria bajo el canciller Engelbert Dollfuss en los años 1933-1938 influyendo en la nueva constitución del 1 de mayo de 1934, no sólo a través de su amistad con Dollfuss, sino también en evitar el concepto de estado corporativo en la misma a pesar de que la Guardia Nacional y otras fuerzas habían favorecido este término. Messner defendió su realismo social repetidamente contra el fascista Spann-Anhänger y rindió a Dollfuss y su sucesor Kurt Schuschnigg un gran servicio. Pero los fascistas asesinaron a Dollfuss e invaieron la Austria de Schuschnigg. En el Oratorio de Birmingham Messner desarrolló por primera vez el criterio de la moral sobre la base del análisis existencial de la experiencia del hombre. Central es su concepto del propósito esencial existencial de la vida.

## Obras (selección)
- Soziale Frage und soziale Ordnung. Tatsachen und Prinzipien, 1928
- Sozialökonomik und Sozialethik. Studie zur Grundlegung einer systematischen Wirtschaftsethik, 1929
- Der Weg des Katholizismus im 20. Jahrhundert, 1929
- Um die katholisch-soziale Einheitslinie. Mit einem Geleitw. von Sigmund Waitz, 1930
- Die soziale Frage der Gegenwart. Eine Einführung, 1934
- Dollfuss, 1935
- Die soziale Frage. Eine Einführung 5., durchgearb. u. erw. Aufl., 1938
- Die Teleologie in O. Spanns "Fundament der Volkswirtschaftslehre", 1947
- Das Naturrecht. Handbuch der Gesellschaftsethik, Staatsethik und Wirtschaftsethik, 1950
- Das unbefleckte Herz. Litanei und Betrachtungen nach Kardinal J. H. Newman und M. Jos. Scheeben, 1950
- Widersprüche in der menschlichen Existenz. Tatsachen, Verhängnisse, Hoffnungen, 1952
- Kulturethik. Mit Grundlegung durch Prinzipienethik und Persönlichkeitsethik, 1954
- Das englische Experiment des Sozialismus. Auf Grund ökonomischer Tatsachen und sozialistischer Selbstzeugnisse dargestellt, 1954
- Ethik. Kompendium der Gesamtethik, 1955
- Das Wagnis des Christen, 1960
- Der Funktionär. Seine Schlüsselstellung in der heutigen Gesellschaft, 1961
- Das Gemeinwohl. Idee, Wirklichkeit, Aufgaben, 1962
- Der Eigenunternehmer in Wirtschafts- und Gesellschaftspolitik, 1964
- Du und der andere. Vom Sinn der menschlichen Gesellschaft, 1969
- Ethik und Gesellschaft. Aufsätze 1965 - 1974, 1975
- Marxismus, Neomarxismus und der Christ, 1975
- Klassenkampf oder Sozialpartnerschaft?, 1976
- Die weltanschaulichen Positionen in der Auseinandersetzung von heute, 1977
- Entwicklungshilfe und neue Weltwirtschaftsordnung, 1978
- Der Staat, 1978
- Kurz gefaßte christliche Soziallehre, 1979
- Die Magna Charta der Sozialordnung. 90 Jahre Rerum novarum, 1981
- Ausgewählte Werke, 6 Bde., 2001–2004